# Asalto al Ayuntamiento de Lorca de 2022
El asalto al Ayuntamiento de Lorca fue un suceso ocurrido el 31 de enero de 2022 cuando una treintena de ganaderos asaltaron la sede del gobierno municipal de Lorca durante la celebración de un pleno ordinario con motivo de una moción que limitaba la distancia de las granjas con el núcleo urbano.
Varios medios periodísticos apodaron los hechos «Lorcapitolio», en referencia al asalto al Capitolio de los Estados Unidos de 2021.

## Causas
El antecedente del asalto señala a una asociación de ganaderos que convocó una manifestación para protestar contra una modificación del Plan General Municipal de Ordenación que buscaba alejar del casco urbano las nuevas explotaciones de ganado porcino. Estaba prevista para ser debatida en el Ayuntamiento el lunes 31 de enero. La negativa del Ayuntamiento de ampliar 9 de las granjas de Lorca pudo ser el detonante del asalto.

## Hechos
Una treintena de ganaderos se separó de la manifestación que arrancaba a las 8:30 en la puerta del Centro de Desarrollo Local, en cuyo interior se iba a celebrar el pleno del Ayuntamiento. El grupo consiguió rebasar el cordón policial que protegía el edificio. El grupo de granjeros que irrumpió en el pleno formaba parte de una manifestación convocada por asociaciones de ganaderos y respaldada por los partidos políticos de derechas Partido Popular y Vox para protestar contra la regulación de las granjas porcinas.
Los hechos ocurrieron a las 10:30, cuando los ganaderos ingresaron en la sede municipal El asalto al Ayuntamiento de Lorca se alargo por 2 horas.

## Respuestas
La policía detuvo a siete personas, todas ellas implicadas en el asalto, que han quedado en libertad con cargos.
El 9 de febrero de 2022, el Presidente del Gobierno de España Pedro Sánchez se reunió con el Alcalde de Lorca, Diego José Mateos Molina. El 10 de febrero de 2022, la Asamblea Regional de Murcia condenó los hechos, a excepción de Vox.